# Угон A320 в Ларнаку
Угон самолёта A320 в Ларнаку — угон самолёта Airbus A320 египетской авиакомпании EgyptAir, выполнявшей 29 марта 2016 года внутренний рейс MS181/MSR181 из Александрии в Каир.

## Пассажиры
| Гражданство | Количество пассажиров |
| ----------- | --------------------- |
| Египет      | 30                    |
| Бельгия     | 2                     |
| Греция      | 2                     |
| Италия      | 11                    |
| Сирия       | 1                     |
| США         | 8                     |
| Франция     | 1                     |
| Не указано  | 1                     |
| Всего       | 56                    |

## Хронология событий
Airbus A320-200, выполнявший рейс 181, вылетел из аэропорта «Борг-эль-Араб» города Александрии в 06:38 местного времени (UTC+2) в направлении Каира (аэропорт «Каир»). На борту находились 56 человек и 8 членов экипажа (включая офицера безопасности). После взлёта пилотам доложили о пассажире с поясом из взрывчатки, который требует лететь в Турцию либо на Кипр. Экипаж выполнил требования и борт приземлился в международном аэропорту города Ларнаки в 07:50 по местному времени (UTC+2). Самолёт сопровождали Израильские ВВC.
Большинство пассажиров практически сразу были отпущены. Захватчик по имени Сейф ад-Дин Мустафа передал четырёхстраничное письмо неизвестного содержания своей бывшей жене Марине Парасху, которую полиция доставила в аэропорт для ведения переговоров. На протяжении нескольких часов требования Мустафы менялись: встреча с представителями Евросоюза, политическое убежище, дозаправка самолёта, чтобы долететь до Стамбула. Затем он потребовал освободить женщин, заключённых в тюрьмах Египта. Постепенно власти Кипра готовились к штурму, но захватчик сдался добровольно, покинув самолёт с поднятыми руками.

## Угонщик
В первые часы сообщалось, что угонщиком является 50-летний Ибрагим Самаха, преподаватель из Университета Атланты, имеющий гражданство США. По неофициальной информации Самаха требовал переводчика и политического убежища на Кипре. Однако он и его жена опровергли эту информацию.
Угонщиком самолёта был 59-летний египтянин Сейф ад-Дин Мустафа, профессор истории из Каирского университета. По словам родственников, он страдал психическим расстройством.

## Самолёт
Самолёт Airbus A320-232 (бортовой номер SU-GCB, серийный — MSN 2079) был выпущен в 2003 году. Он оснащён двумя двигателями CFM International IAE V2527-A5. Первый полёт состоялся 8 июля 2003 года, а передан в эксплуатацию «EgyptAir» 31 октября.

## Реакция
- Аэропорт Ларнаки был закрыт на отправку и приём воздушных судов, а пассажиры и встречающие эвакуированы из терминала. Все самолёты перенаправлялись на посадку в международный аэропорт Пафоса. Туда же доставлялись вылетающие из Ларнаки пассажиры.
- В связи с инцидентом ряд депутатов палат парламента России заявили о недопустимости восстановления авиасообщения с Египтом, отменённого ещё в ноябре 2015 года в связи с катастрофой российского самолёта, однако пресс-секретарь президента России Дмитрий Песков заявил, что до того, как будут полностью выяснены все обстоятельства произошедшего, будет неверно делать какие-то выводы о сроках возобновления авиасообщения с Египтом[12].
- В целях безопасности из Каира был задержан самолёт в Нью-Йоркский аэропорт имени Кеннеди[13].